# Guerra contra o escaravelho da batata

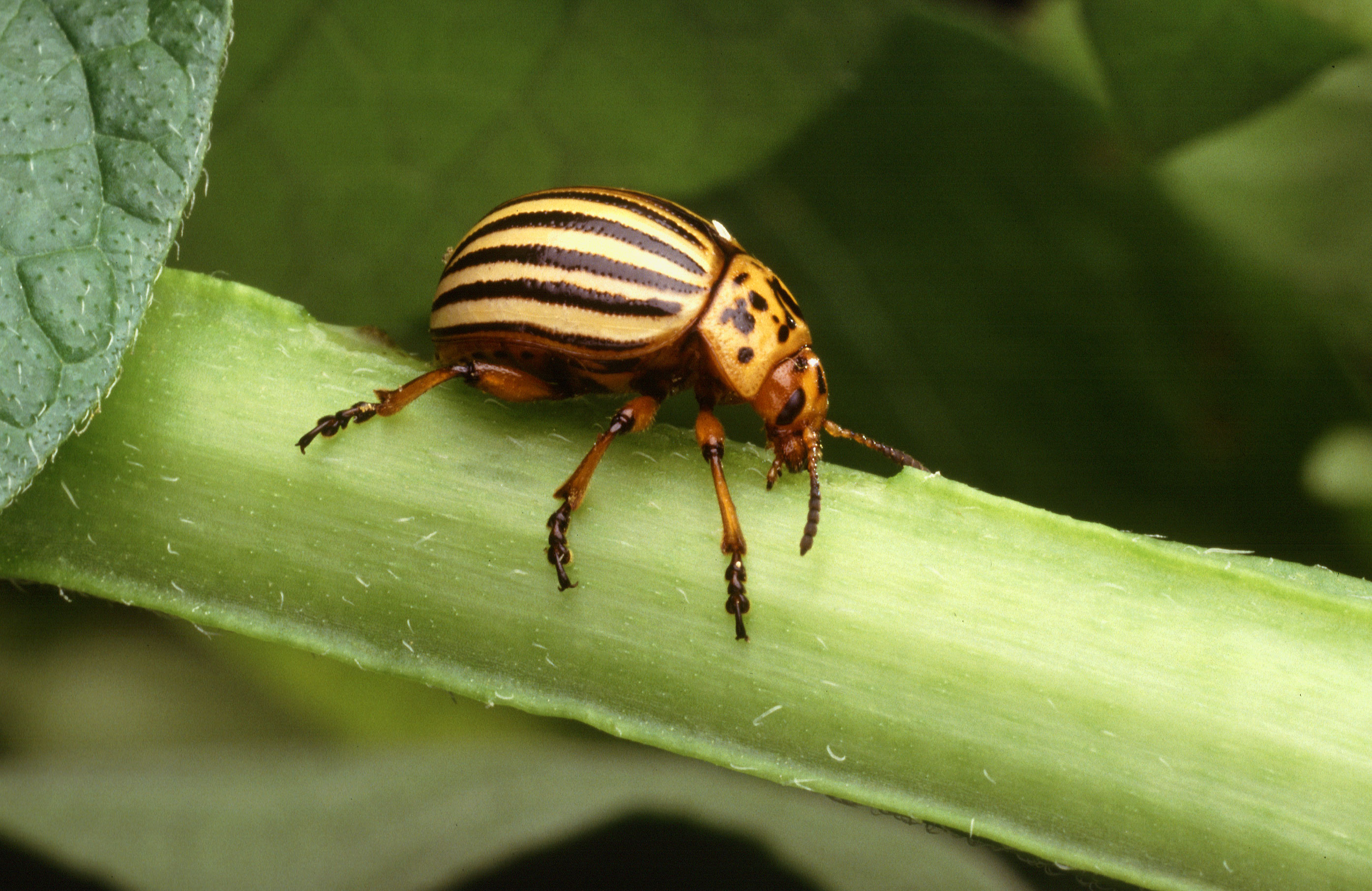
Besouro da batata

A Guerra ao Besouro da Batata foi uma campanha lançada pelos países do Pacto de Varsóvia durante o período da Guerra Fria para erradicar a praga do besouro da batata (Leptinotarsa decemlineata). Foi também uma operação de propaganda que alegava que estes insetos tinham sido introduzidos na Alemanha de Leste, na República Popular da Polónia e na Checoslováquia comunista pelos Estados Unidos como forma de guerra entomológica. A propaganda comunista da época alegava que os insetos eram lançados nos campos por paraquedas e balões, numa tentativa de empobrecer as populações destes países, provocando fome e facilitando uma crise económica.

## O escaravelho

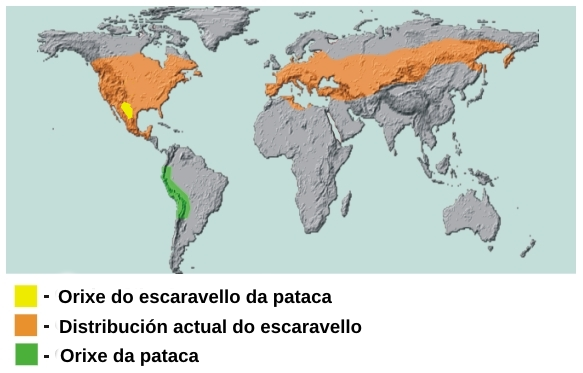
Área nativa e em expansão do escaravelho da batata

O escaravelho da batata é uma praga comum nas plantações de batata. É um inseto nativo de uma zona entre o Colorado e o norte do México, e foi descrito em 1824 por Thomas Say nas Montanhas Rochosas. Desde meados do século XIX que é uma das pragas mais destrutivas das plantações de batata. O inseto tem vindo a expandir a sua área de distribuição pelos Estados Unidos e, graças ao comércio internacional, conseguiu chegar à Alemanha na década de 1870, mas foi erradicado nesta primeira invasão. No entanto, fez uma segunda aparição após a Primeira Guerra Mundial na região de Bordéus, em França, onde provavelmente chegou em carregamentos de equipamento para as tropas americanas. Chegou á fronteira entre Frância e Alemanha em 1936 e continuou espalhando-se até cara ao leste. Provavelmente, foi transferido para a Checoslováquia durante a ocupação alemã após o Acordo de Munique e para a Polónia após a invasão nazi em 1939.
O método mais comum de lidar com esta praga é o uso de pesticidas. O DDT foi utilizado eficazmente até que o animal desenvolveu resistência ao mesmo na década de 1950. Outros inseticidas foram utilizados posteriormente, mas acabavam frequentemente por apresentar o mesmo problema.

## Antes da Guerra Fria
Embora não existam provas definitivas que sustentem esta alegação, a ideia de utilizar o escaravelho para fins de guerra tem origem em vários factos. Durante a Primeira Guerra Mundial, os franceses delinearam planos para utilizar o escaravelho da batata contra os alemães e, por sua vez, durante a Segunda Guerra Mundial, a Alemanha trabalhou para desenvolver o seu próprio exército de insetos, ao mesmo tempo que afirmava que este programa estava a ser executado pelos Estados Unidos e pelos britânicos.

## Durante a Guerra Fria

### União Soviética
O escaravelho-da-batata atravessou as fronteiras da União Soviética em 1949, mas as autoridades soviéticas conseguiram erradicá-lo e as rigorosas restrições de quarentena impediram a sua propagação, mas apenas até 1958.  Depois disso, o escaravelho espalhou-se amplamente por toda a URSS, afetando significativamente as plantações de batata em explorações coletivas e pequenas propriedades individuais. Estas últimas foram particularmente afectadas, dado que, na URSS, os pequenos agricultores e jardineiros privados não tinham acesso a pesticidas eficazes distribuídos oficialmente, pelo que o escaravelho, os seus ovos e larvas tinham de ser removidos manualmente, tarefa frequentemente atribuída às crianças.

### República Democrática Alemã

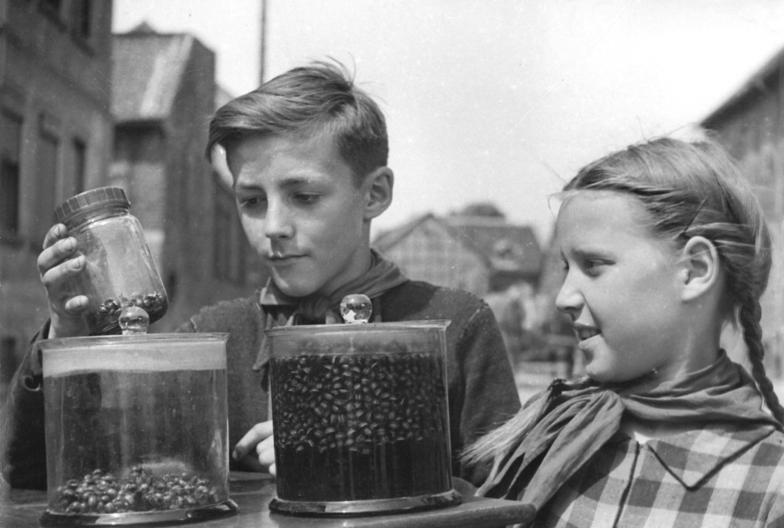
A jovens pioneiros na Alemanha de Leste durante a "guerra contra o escaravelho da batata". O rapaz da direita, Bodo, estabeleceu um recorde para o número de escaravelhos recolhidos num dia, 2.000. A menina da direita, Magdalena, conseguiu recolher 800.

Após a Segunda Guerra Mundial, em 1950, quase metade de todas as plantações de batata na parte da Alemanha ocupada pelos soviéticos estavam infestadas pelo escaravelho. Na Alemanha de Leste, na década de 1950, o inseto era chamado de "Amikäfer", um neologismo para "Amerikanischer Käfer", ou seja, o "besouro americano". Foram distribuídos cartazes de propaganda mostrando o escaravelho a marchar pela Alemanha, com as suas listas amarelas e pretas substituídas por brancas e vermelhas, com estrelas brancas sobre um fundo azul numa parte do tórax, simulando a bandeira americana. Outros cartazes mostravam o escaravelho a ser lançado de aviões americanos com a legenda "Kampf für den Frieden" ("A Batalha pela Paz"). Foi tornada pública uma carta dirigida "aos povos do mundo", afirmando que "os escaravelhos são mais pequenos do que a bomba atómica etc. mas são também uma arma dos imperialistas americanos na luta contra os trabalhadores e camponeses amantes da paz da Alemanha de Leste". Foram também publicados livros infantis sobre o escaravelho, e organizaram-se "Sondersuchtage" ("Dias Especiais de Investigação"), nos quais todos, desde crianças pequenas a idosos, deveriam ir aos campos recolher esta praga para destruição.

### República Popular de Polónia
Na Polónia, a guerra contra o escaravelho da batata (stonka) começou na segunda metade da década de 1940. Artigos sobre a praga apareceram nos principais jornais e em revistas agrícolas, como a Przysposobienie Rolnicze i Wojskowe ("Almanaque Agrícola e Militar"). O órgão oficial do partido comunista no poder Partido dos Trabalhadores Unidos Polaco Trybuna Ludu ("Tribuna do Povo") informou que, depois de terem sido lançados sobre o Mar Báltico por aviões americanos, os escaravelhos apareceram em terra e começaram a realizar "ações de sabotagem e distração dirigidas contra a Polónia socialista". Como resultado, o governo comunista declarou uma "guerra implacável contra o escaravelho". Foi nomeado um Naczelny Nadzwyczajny Komisarz ("comissário-geral especial") para supervisionar o ataque aos escaravelhos, o país foi dividido em sectores estratégicos e foram elaborados mapas de batalha indicando as posições inimigas. Ao mesmo tempo, foram dadas instruções aos agricultores, descrevendo formas simples e eficazes de erradicar a praga caso não houvesse pesticidas disponíveis; por exemplo, afogando os espécimes em água com uma pequena mistura de querosene. Até os poetas da Polónia socialista se juntaram à luta, exemplificado pelo poema "Alarme" de Maria Kownacka, que instruía os agricultores a "proteger as batatas!!!" e dizia tanto ao escaravelho como aos imperialistas que "não os deixaremos matar-nos à fome!!!" (exclamações no original).
Um cinejornal polaco de 1950, "Walka z stonką" ("A Luta Contra o Besouro"), afirmava que "a opinião mundial progressista condenou, com razão, os crimes dos pilotos americanos que lançaram enormes quantidades de escaravelhos da batata nos campos da República Democrática Alemã... de onde o escaravelho invadiu o território polaco". O cinejornal prosseguiu descrevendo a campanha lançada pelo Ministério da Agricultura polaco para erradicar a praga com o uso de DDT (Azotox na sua versão do bloco soviético), a vigilância da costa báltica da Polónia, o envolvimento da Força Aérea polaca e a mobilização geral da sociedade, especialmente dos jovens. O cinejornal concluía que "a praga americana não terá sucesso nem na Polónia nem na Alemanha. A provocação dos belicistas irá ruir e queimar. Todos à guerra contra o escaravelho!"
Num livro de 1951 publicado pelo Ministério da Defesa polaco, Zofia Kowalska escreveu que os aviões norte-americanos lançaram os Carocha "violando o espaço aéreo soberano" na noite de 24 de Maio na Alemanha de Leste, na Terra de Zwickauer da Saxónia.
Na Polónia, a campanha associada ao escaravelho terminou no início da década de 1960.

### Resposta ocidental
Em resposta às alegações feitas pelos governos dos países do bloco soviético, os EUA emitiram débeis negações.  Em Agosto de 1950, por sugestão da CIA, as autoridades da Alemanha Ocidental imprimiram réplicas de cartão do tamanho de um postal do escaravelho da batata com slogans políticos e a letra "F" de "Freiheit" ("liberdade"). Algumas delas foram enviadas a todos os governos municipais da Alemanha de Leste e as restantes foram lançadas de balões sobre o território da Alemanha de Leste como provocação e para causar terror.

## Era moderna
Na União Europeia, o escaravelho-da-batata continua a ser uma praga regulamentada (com quarentena) na República da Irlanda, Ilhas Baleares, Chipre, Malta e partes do sul da Suécia e da Finlândia, juntamente com os Estados não-membros Reino Unido e Noruega. Não é endémico em nenhum destes países, embora ocorram infestações ocasionais, como na Finlândia no verão de 2011, quando os ventos fortes trouxeram escaravelhos da Rússia.